# هوسین
هوسین (به چکی: Hosín) یک منطقهٔ مسکونی در جمهوری چک است که در شهرستان چسکه بودیوویتسه واقع شده‌است. هوسین ۳۰٫۹۷ کیلومتر مربع مساحت و ۷۵۱ نفر جمعیت دارد و ۴۸۶ متر بالاتر از سطح دریا واقع شده‌است.